# Argemiro de Azevedo
Argemiro Azevedo, C.M.F. (Fernandópolis, 3 de dezembro de 1952), é um bispo católico brasileiro. É bispo diocesano de Assis. 

## Biografia
Concluiu os estudos de Filosofia no Seminário Claretiano de Rio Claro (1975–1976) e os de Teologia no Studium Theologicum de Curitiba (1977–1980). Cursou Pedagogia na Faculdade Claretiana de Batatais e fez mestrado em Educação pela Universidade São Marcos em São Paulo. Fez diversas especializações na área da Educação e Gestão Universitária.
Professou os votos religiosos na Congregação dos Missionários Filhos do Coração Imaculado de Maria em 09 de fevereiro de 1975 e foi ordenado sacerdote em 1980, por São João Paulo II, no Estádio do Maracanã, no Rio de Janeiro.
Dentro do seu instituto religioso exerceu diversas funções: Diretor dos estudantes de Filosofia em Ribeirão Preto (1982–1990); Administrador do Centro Universitário Claretiano de Batatais (1985–1994); Diretor e Administrador do Colégio e da Faculdade Claretiana de São Paulo (1994–2001).
Dentre as atividades em seu ministério pastoral, foi pároco na paróquia Coração de Maria, em Batatais (1988–1991). Ele ainda foi membro da Junta Permanente e do Conselho de Economia da Província Claretiana do Brasil e também membro do Conselho de Presbíteros da Arquidiocese de Ribeirão Preto.
Até sua nomeação como bispo, exercia o seu ministério na Diocese de Araçatuba, responsável por diversas funções: pároco da Paróquia Imaculado Coração de Maria, em Araçatuba (2003–2016), Juiz Auditor, Assessor da Pastoral Familiar, Membro do Conselho de Presbíteros e do Colégio de Consultores. 
No dia 14 de dezembro de 2016, foi nomeado por Sua Santidade, o Papa Francisco, como Bispo Diocesano de Assis. Foi ordenado Bispo no dia 25 de fevereiro de 2017, no Ginásio de Esportes Dr. Plácido Rocha, em Araçatuba.
Tomou posse como bispo diocesano de Assis no dia 19 de março de 2017.